# 中国网球协会
中国网球协会(英語：China Tennis Association，缩写“CTA“)是中华人民共和国网球运动者和爱好者等组成的全国性体育组织，由中华全国体育总会领导，成立于1953年，会址位于首都北京市。

## 簡介
中国网球协会是具有独立法人资格的国家级单项体育社团；是全国性、公益性群众体育组织；是中华全国体育总会的团体会员，是中国奥林匹克委员会承认的全国性单项运动协会；是代表中华人民共和国参加国际网球联合会（ITF）、亚洲网球联合会（ATF）以及其他国际性网球体育组织的唯一合法机构。

## 现任领导
主席：刘文斌
副主席：白喜林、孟强华、董岳森、陆檩、郭剑彪、蒋宏伟、刘树华、郑洁、万建斌、麦良
秘书长：白喜林
副秘书长：刘兴润、谢弥青、吕亮、孙文兵、张欣、周文学

## 外部連結
- 中国网球协会官方网站 （页面存档备份，存于）
- 中国网球协会会员网 （页面存档备份，存于）